# Piper Kerman
Œuvres principales
Orange Is the New Black: My Year in a Women's Prison
Piper Eressea Kerman, née le 28 septembre 1969 est une mémorialiste américaine dont le livre autobiographique Orange Is the New Black: My Year in a Women's Prison, écrit à la suite de son expérience en prison pour blanchiment d'argent, a servi de base pour la série télévisée Orange Is the New Black.

## Jeunesse et formation
Piper Kerman est née à Boston dans une famille comprenant beaucoup d'avocats, médecins, et professeurs. Elle est diplômée de l'Université Swampscott à Swampscott, Massachusetts en 1987 et du Smith College en 1992. Elle se décrit elle-même comme WASP (même si son grand père paternel était russe et juif),.

## Carrière criminelle
En 1993, Piper Kerman commence une relation amoureuse avec Catherine Cleary Wolters, une femme qui trafique de l'héroïne pour un réseau d'Afrique de l'ouest,. Kerman s'occupe alors du blanchiment d'argent de l'opération.
En 1998, Piper Kerman est mise en examen pour blanchiment d'argent et trafic de drogue ; elle plaide coupable. Début 2004, elle passe 13 mois sur les 15 de sa condamnation à l'institution correctionnelle fédérale de Danbury, une prison de faible sécurité située à Danbury, Connecticut.
Pendant sa peine, le site web « The Pipe Bomb » a été mis en place pour documenter sa vie derrière les barreaux.

## Carrière tardive
Piper Kerman publie son best-seller sur ses mémoires concernant son expérience passée en prison, Orange Is the New Black: My Year in a Women's Prison, en 2010. Une adaptation télévisée du même nom a été réalisée par Jenji Kohan, à partir de juillet 2013 sur Netflix. Le personnage de Piper Kerman (« Piper Chapman ») est joué par Taylor Schilling. Le programme a été renouvelé pour une septième et dernière saison diffusée dès juillet 2019,
Piper Kerman est membre du conseil de the Women's Prison Association et est souvent invitée à parler aux élèves de l'écriture créative, la criminologie, le sexe et les études sur les femmes, le droit et la sociologie, ainsi que des groupes tels que American Correctional Association's Disproportionate Minority Confinement Task Force, les agents de probation fédéraux, des défenseurs publics, les défenseurs de la réforme de la justice et les bénévoles, les clubs de livres, les personnes actuellement incarcérées ainsi que les anciennes détenues.[réf. nécessaire]
Depuis 2015, Piper Kerman travaille à la stratégie de communication pour une organisation à but non lucratif.

## Vie privée
Piper Kerman explique : « Je suis bisexuelle, je fais donc partie de la communauté LGBT+ ». Elle dit qu'elle a fait son coming out vers 18-19 ans et qu'elle s'identifiait comme lesbienne durant une grande partie de sa jeunesse. Piper Kerman dit qu'elle a eu beaucoup de relations avec des femmes avant de rencontrer son époux Larry Smith (en), un écrivain et créateur du concept populaire de Six-Word Memoirs (en). Elle explique qu'il est « the only guy I’ve ever dated ». Piper Kerman et Larry Smith se marient le 21 mai 2006.